# Corycoides intermedius
Corycoides intermedius är en insektsart som först beskrevs av Ludwig Redtenbacher 1892.  Corycoides intermedius ingår i släktet Corycoides och familjen vårtbitare. Inga underarter finns listade i Catalogue of Life.